# Фактор производње
Фактор је било какав узрок или услов који поседује неку силу или та сила по себи представља битан чинилац јављања неког догађаја или промене неке појаве. У психологији и социјалном раду бескрајну варијабилност индивидуалних разлика могуће је описати само ако се познају димензије различитих фактора који на њих утичу самостално или у комбинацији. У статистици фундаментална варијабла која лежи у основи већег броја манифестних варијабли.